# Comedão
Um comedão, também denominado no Brasil por cravo, é o resultado da obstrução de um folículo piloso da pele (poro) por queratina e sebo. Um comedão pode ser aberto (ponto negro) ou fechado pela pele (ponto branco). A condição inflamatória crónica que geralmente inclui os dois tipos de comedões e pápulas e pústulas inflamadas (vulgarmente denominadas "espinhas") denomina-se acne. No entanto, os comedões também podem ocorrer na ausência de acne. A infecção de um comedão provoca inflamação com aparecimento de pus. A classificação enquanto acne depende da quantidade de comedões e infecção.

## Causas
Durante a puberdade, as glândulas sebáceas aumentam a produção de sebo, o que faz com que os comedões e o acne sejam comuns entre os adolescentes. Um pêlo que não cresça de forma normal pode também bloquear o poro, provocando uma inflamação e formação de pus.
É a oxidação, e não a falta de higiene ou a sujidade, que faz com que os pontos negros sejam pretos. Lavar ou esfregar a pele em excesso pode provocar irritações, agravando o acne. O toque ou a extração dos comedões pode provocar irritação e disseminar a infecção. Não é ainda clara a influência do ato de barbear no desenvolvimento de comedões ou de acne. Fumar pode agravar o acne.
Alguns produtos para a pele podem aumentar o número de comedões ao bloquear os poros, e produtos que sejam gordurosos podem fazer com que o acne se agrave. Alguns produtos que afirmam não bloquear os poros podem ser rotulados com a denominação de "não comedogénico" ou "não acnegénico". Os produtos de maquilhagem e para a pele que sejam livres de gordura e à base de água podem ser menos propensos a provocar acne. No entanto, desconhece-se ainda se a dieta e a exposição solar aumentam, diminuem ou não têm qualquer efeito na produção de comedões.
É possível que os genes tenham alguma influência na probabilidade de vir a desenvolver acne. Os comedões são mais comuns em determinados grupos étnicos.

## Tratamento
O uso de produtos de limpeza não gordurosos ou um sabonete neutro podem provocar menos irritação da pele em relação ao sabonete convencional. Os pontos negros podem ser removidos com tiras de limpeza disponíveis ao público, ou através de métodos mais agressivos usados por dermatologistas.
Espremer os comedões pode removê-los, embora possa também lesionar a pele. Ao fazer desta forma, aumenta-se o risco de provocar ou transmitir a infecção  do aparecimento de cicatrizes, ou do alastramento da infecção para camadas mais profundas da pele. Também é comum a utilização de um utensílio próprio para remoção, geralmente após o uso de vapor ou água quente para dilatar os poros.
Muitos tratamentos para o acne destinam-se especificamente a tratar a infecção, embora haja outros que se destinem também a prevenir a própria formação de comedões. Há ainda outros que eliminam as camadas mortas de pele e podem ajudar a limpar os poros bloqueados. Nenhum método de medicina alternativa proposto para o tratamento de acne revelou ser eficaz em ensaios clínicos, entre eles o uso de aloe vera, piridoxina (vitamina B6), ácidos da fruta, lampo, fitoterapia ayurveda ou acupuntura.